# Slăvuța, Gorj
Slăvuța este un sat în comuna Crușeț din județul Gorj, Oltenia, România. Se află în partea de sud-est a județului, în Podișul Oltețului din Podișul Getic, pe pârâul Slăvuța. În sat se află o biserică de lemn din secolul al XVII-lea cu statut de monument istoric.